# Papik
Papik è un progetto musicale nato da una idea dell'arrangiatore e compositore romano Nerio Poggi, autore e produttore che spazia dal pop al nu jazz, dalla Bossa nova al Soul e che ha collaborato tra gli altri, con Mario Biondi negli album Handful of Soul come coautore del brano Gig e in I Love You More nel quale compare come autore dei brani Rebirth e Monlight in July, è inoltre arrangiatore nel brano che dà il titolo all'album I Love You More.

## Storia
La scelta del nome Papik ha origine da un nickname dato al piccolo Nerio dalla madre, che dopo aver visto la scena della nascita del neonato Papik nel film di Nicholas Ray Ombre Bianche, notò la somiglianza tra i due.
Nel 2009 pubblica l'album di debutto Rhythm of Life Irma Records che contiene il singolo Staying For Good cantato da Alan Scaffardi'. Il Brano riscuote un notevole successo e viene trasmesso in heavy rotation dai più grandi network radiofonici nazionali (Radio Deejay, Radio Capital, Radio Montecarlo, Radio 105, Radio Rai ecc.)
Nel maggio del 2012 viene pubblicato il secondo album Music Inside preceduto dal singolo The Puzzle Of Life cantato da Ely Bruna che viene scelto da Gallardagalante, una nota linea di moda made in Japan per lo spot della nuova campagna pubblicitaria. L'album viene distribuito in Giappone e riscuote un notevole successo.
Il brano Sign Of Your Love cantato da Alan Scaffardi, contribuisce a confermare l'internazionalità del progetto di Papik, divenendo la title track del nuovo album del cantante Australiano Jason Donovan  distribuito in tutto il mondo dalla Polydor Records.
La fama di Papik nella terra del Sol Levante li porta a suonare nel maggio 2012 nel tempio del jazz internazionale Blue Note di Tokyo.
Nello stesso anno, collabora con la mitica band inglese Matt Bianco nel loro ultimo cd Hideaway arrangiando due brani, Too Late for Love e Kiss the Bride.
Nel novembre 2012 produce il cd Cocktail Martino, dedicato alla musica del grande compositore italiano Bruno Martino. Tra i numerosi cantanti che collaborano in questa produzione, spicca il crooner tedesco Tom Gaebel, molto affermato in patria, che canta Garota de Ipanema.
Nel 2013 produce e arrangia l'album "New Life" di Matteo Brancaleoni, uno dei più popolari crooner italiani, l'album di Neja "Neja Vu"',nel quale la nota cantante dance,si dedica al suono più raffinato del soul lounge ed il progetto "Mr. Wolf", ideato dal suo chitarrista di fiducia Alfredo Bochicchio e da Toto Ielasi, e cantato da Alan Scaffardi, progetto dalle sonorità blues, A. O. R. music. west coast.
Nel 2014 esce il suo terzo album dal titolo "Sounds For the Open Road".(Irma) Concepito come un progetto di collaborazioni si presenta come un doppio album suddiviso in un album jazz ed uno soul e i nomi presenti sono: Frank McComb, Sarah Jane Morris, Mark Reilly (Matt Bianco), Tom Gaebel, Fabrizio Bosso, Ely Bruna, Andreas Aleman, Simona Bencini, Wendy D. Lewis, Alan Scaffardi, Walter Ricci, Francesca Gramegna, Dario Daneluz, Frankie Lovecchio, Erika Scherlin, Alessandro Pitoni.
Nel prolifico 2015 produce il nuovo Album di Ely Bruna "Synesthesia"(Irma). Il cd contiene 20 tracce delle quali 16 cover di brani famosi accuratamente selezionati. Le features dell'album:Frank McComb, Alan Scaffardi, Nick The Nightfly, Matteo Brancaleoni, Frankie Lovecchio, Danny Losito, Walter Ricci, Neja, Wendy D. Lewis, Elsa Baldini.
Con uno dei suoi collaboratori, Francesco Bosco, produce il nuovo album del cantautore romano Alessandro Pitoni "Le Sere di Sempre" http://www.alessandropitoni.it/alessandro-pitoni-stereo-8/ (FM Records).
In "Cocktail Mina" continua l'omaggio ai grandi artisti italiani, numerose le partecipazioni sia nei musicisti che nei vocalist. Marco Armani, Matteo Brancaleoni, Stefy Gamboni, Katia Rizzo, Vittoria Siggillino, Francesca Gramegna,Tom Gaebel, Daniele Bengi Benati, la tromba di Fabrizio Bosso e l'armonica di Giuseppe Milici.
Il Giappone, che ha ospitato "Papik" e la band nel 2012 al "Blue Note", torna a far breccia nel cuore musicale di "Papik" che, accompagnato dai suoi fidi di sempre Fabrizio Foggia, Alfredo Bochicchio e Massimo Guerra, compone buona parte della colonna sonora per la nuova serie anime Lupin III - L'avventura italiana.
Nel 2016 esce Smooth Experience, un viaggio nelle sonorità fusion, smooth jazz generi cari a Papik. Produce anche l'album di FRancesca Gramegna "Nothing Else e di Ely Bruna "Ely'sir", nonché il nuovo cd del virtuoso armonicista palermitano Giuseppe MIlici. Esce anche il terzo capitolo della collana cocktail dedicato questa volta a Lucio Battisti con la presenza tra gli altri del chitarrista Phil Palmer che ripropone una versione aggiornata del famoso assolo in "con il nastro rosa" da lui eseguito anche nella versione originale.
Nel 2017 la band viene chiamata a suonare in Gran Bretagna riscuotendo grande successo, esce anche il nuovo cd di Alessandro Pitoni "In love again", dedicato alla musica del grande maestro Burt Bacharach.
Nel 2018 Esce l'album "Little songs for big elevators" che contiene 30 brani. Nell'album figurano numerosi artisti anche internazionali, fra i nomi: Sarah Jane Morris, Neja, Simona Bencini, Kenneth Bailey, Anduze, Walter Ricci, Frankie Lovecchio, Alan Scaffardi, Ely Bruna, Dagmar Segbers.
Sempre nel 2018 esce il quarto capitolo della collana dedicata alla musica italiana "Cocktail Italy" vol 1. In questo caso non è un album dedicato ad un solo artista come i precedenti ma compaiono brani di artisti vari italiani tra i quali, Gino Paoli, Ornella Vanoni, Lucio Battisti, Mina, Pino Daniele.
Arrangia anche l'album "Via con me" di Fred Buccini.
Nel 2019 esce il secondo volume di "Cocktail Italy con brani di artisti come Celentano, Gino Paoli, Sergio Endrigo, Fred Bongusto, Bruno Lauzi, ecc.
Produce anche l'album di Alan Scaffardi "Mr Allright", l'album di Cristiana Polegri "Qualcosa è cambiato" e l'album delle cantanti Isabelle Piana e Stefy Gamboni "Seule la nuit".
Nello stesso anno esce anche la compilation Cocktail Christmas.
Nel 2020 entra a far parte in pianta stabile del team produttivo e creativo di Papik il talentuoso polistrumentista Peter De Girolamo.
Esce Cocktail Battisti vol 2 e Sounds for the open road vol 2
Nel 2021 esce "Let the music play" con la grande cantante inglese Sarah Jane Morris e il quarto album di Ely Bruna "In sweet harmony"
Nel 2022 è la volta di Cocktail mina vol 2, "live for funk", il secondo album della Soultrend Orchestra e "Enjoy the ride"  sesto album di Papik 
Nel 2024 vengono pubblicati "Cocktail mina vol. 3" e il singolo estratto "Amante Amore" feat Laura Lanzillo.
La formazione live attuale prevede:
- Alan Scaffardi: voce
- Nerio "Papik" Poggi: tastiere
- Peter De Girolamo: Tastiere
- Gianni Polimeni: batteria
- Alfredo Bochicchio: chitarre
- Massimo Guerra: tromba e flicorno
- Fabio Tullio: sax
- Simone "Federicuccio" Talone: percussioni
- Alessandro Sanna: basso

## Discografia

### Album
- 2009 - Papik - Rhythm of life (Irma)
- 2012 - Papik - Music inside (Irma)
- 2012 - Cocktail Martino (Irma)
- 2014 - Papik - Sounds For The Open Road (Irma)
- 2015 - Papik - Lupin III L'avventura italiana - Colonna sonora (Tms - Irma) Produzione, arrangiamenti, compositore
- 2015 - Cocktail Mina (Irma)
- 2016 - Smooth Experience (Irma)
- 2016 - Cocktail Battisti (Irma)
- 2018 - Papik - Little songs for big elevators (Irma)
- 2018 - Cocktail Italy Vol. 1 (Irma)
- 2019 - Funky Jam - Sound library (Fm Music)
- 2019 - Cocktail Italy Vol. 2 (Irma)
- 2019 - Cocktail Christmas (Irma)
- 2020 - Cocktail Battisti vol. 2 (Irma)
- 2020 - Sounds for the open road vol. 2 (Irma)
- 2021 - Cocktail Italy Vol. 3 (Irma)
- 2022 - Cocktail Mina vol. 2 (Irma)
- 2022 - Papik "Enjoy the ride" (Irma)
- 2023 - Sea Breeze "West Coast Rendez Vous (Irma)
- 2023 - Bossarama (Irma)
- 2023 - Cocktail Italy vol. 4 (Irma)
- 2023 - All Woman feat Mario Biondi SINGOLO (Irma)
- 2024 - Cocktail Mina Vol. 3 - (Irma) - Produzione, arrangiamenti
- 2024 - Amante Amore feat Laura Lanzillo SINGOLO da Cocktail Mina Vol.3 (Irma) Produzione, arrangiamento [1]

### Altre Produzioni
- 2006 - Mario Biondi - Handful of soul (brano GIG) Schema records (composizione)
- 2007 - Mario Biondi - I love you more (brani, MOONLIGHT IN JULY, REBITH e GIG composizione).I LOVE YOU MORE (arrangiamento) Live tour srl
- 2009 - Amanda Lear - Brief encounters (Universo) arrangiamenti
- 2010 - Ely Bruna - Remeber the time (Irma)  Produzione, arrangiamenti, composizione
- 2011 - Fred Buccini - Unusal Nat (Irma)  Produzione, arrangiamenti, composizione
- 2010 - Marco Carta - Il cuore muove (brano SEMPRE compositore) Warner Music
- 2012 - Jason Donovan - Sign of your love (brano SIGN OF YOUR LOVE compositore) Polydor
- 2012 - Soultrend - Groovy nights - (Gb music/Machiavelli)  Produzione, arrangiamenti, composizione
- 2012 - Matteo Brancaleoni - New Life (Irma)  Produzione, arrangiamenti, composizione
- 2012 - Matt Bianco - Too late for love / Kiss the bride. (Arrangiamenti). Brani contenuti in "Hideway"
- 2013 - Mr Wolf - Problem solved (Irma)  Produzione, arrangiamenti, composizione
- 2013 - Frankie & Canthina Band - 20th year (Edel)  Produzione, arrangiamenti, composizione
- 2013 - Neja - Nejavù (Irma)  Produzione, arrangiamenti, composizione
- 2014 - Alessandro Pitoni & Stereo 8 - Le sere di sempre (Fm Records)  Produzione, arrangiamenti, composizione
- 2015 - Ely Bruna - Synesthesia (Irma)  Produzione, arrangiamenti, composizione
- 2016 - Francesca Gramegna - Nothing else (Saifam)  Produzione, arrangiamenti, composizione
- 2016 - Alessandro Pitoni - In love again (bacharach song's) (Irma) Produzione, arrangiamenti
- 2016 - Library - Italian women (flipper music) Produzione, arrangiamenti, composizione
- 2016 - Ely Bruna - Elyxir (Saifam)  Produzione, arrangiamenti, composizione
- 2016 - Giuseppe Milici - The look of love (Irma) arrangiamenti
- 2017 - Emanuela Campana - Fortissimo (Irma) arrangiamenti
- 2017 - The Soultrend Orchestra - 84 king street (Irma)  Produzione, arrangiamenti, composizione
- 2018 - Fred Buccini - Via con me (Irma) Arrangiamenti
- 2019 - Cristiana Polegri - Qualcosa è cambiato (Irma) arrangiamenti
- 2019 - Alan Scaffardi - Mr Allright (Irma)  Produzione, arrangiamenti, composizione
- 2019 - Erika Scherlin - Shadows & lights (Irma)  Produzione, arrangiamenti, composizione
- 2019 - Isabelle Piana & Stefy Gamboni - Seule la nuit (Irma) arrangiamenti
- 2019 - Walter Ricci - Stories (Irma) composizione e arrangiatmenti in alcuni brani
- 2020 - Tom Gaebel - The best of Tom Gaebel FLY ME TO THE MOON, THE GIRL FROM IPANEMA, IT'S A LONELY TOWN, BABY I LOVE YOUR WAY  (arrangiamenti)
- 2020 - Cristiana Polegri - Qualcosa è cambiato vol 2 (irma) arrangiamenti
- 2020 - Vittoria Siggillino - Stella (irma)  Produzione, arrangiamenti, composizione
- 2021 - Sarah Jane Morris - Let the Music Play (Irma) Produzione, arrangiamenti, composizione
- 2021 - Ely Bruna - In sweet harmony (Irma)  Produzione, arrangiamenti, composizione
- 2022 - The Soultrend Orchestra - Live for funk (Irma)  Produzione, arrangiamenti, composizione
- 2022 - Le Lune - Liberi (Irma) produzione, arrangiamento, composizione
- 2023 - Nicole Magolie - Montecarlo Diamonds (Alman Music) Produzione, arrangiamenti, composizione
- 2023 - Mario Biondi - Crooning undercover REBIRTH (Composizione)
- 2024 - Laura Lanzillo - "11" (Irma) Produzione, arrangiamenti